# Bichigiu
Bichigiu (ungarisch Bükkös) ist ein Dorf im Kreis Bistrița-Năsăud in Rumänien. Es ist Teil der Gemeinde Telciu.

## Lage
Bichigiu liegt im Norden Siebenbürgens am Südrand des Țibleș-Gebirges und im Tal des gleichnamigen Flusses Bichigiu. Die Ortslage hat eine Ausdehnung von drei Kilometer und die Siedlungsstruktur eines Straßendorfs. Im Zentrum befindet sich die weiß getünchte orthodoxe Kirche.  Nur in diesem Teil des Tals wird Ackerbau betrieben. Flussaufwärts, etwa drei Kilometer westlich der Ortslage, teilt sich das Tal. Ein hier angelegter Stausee, der Lac Mănăstirea Sfânta Treime (See des Klosters der Hl. Dreieinigkeit), ist beliebter Ausflugsort des Dorfes. Zugleich beginnen dort zahlreiche Wege und Viehtriften zu den Almwirtschaften in den Hochlagen des Tales. Der Drum național 17C (Abschnitt Năsăud–Borșa) befindet sich in sieben Kilometer Entfernung; an dieser Straße liegt der Haltepunkt Bichigiu an der Bahnstrecke Salva–Vișeu de Jos. Nach Năsăud sind es 18 Kilometer, im Norden ist Moisei 44 Kilometer entfernt.

## Bevölkerung
Im Ort leben ausschließlich Rumänen.

## Persönlichkeiten
In Bichigiu wurde der Bauer Tănase Tudoran (Todoran) 1663 geboren; er starb 1763. Er führte am 10. Mai 1763 die Revolte „grănicerilor năsăudeni“. Vor zwei Bataillonen weigerte er sich, in Anwesenheit des Bischofs und der Einheit von General Bukow einen Schwur abzugeben. Aufgrund dessen mussten alle das orthodoxe Bekenntnis aufgeben und zur Katholischen Kirche übertreten. Als Folge dieser Revolte wurde die Nachbarstadt Năsăud noch 1763 zum Garnisonsstandort und Sitz eines Grenzregimentes erhoben, was diesem Ort in der Folgezeit wirtschaftliche Bedeutung verlieh.

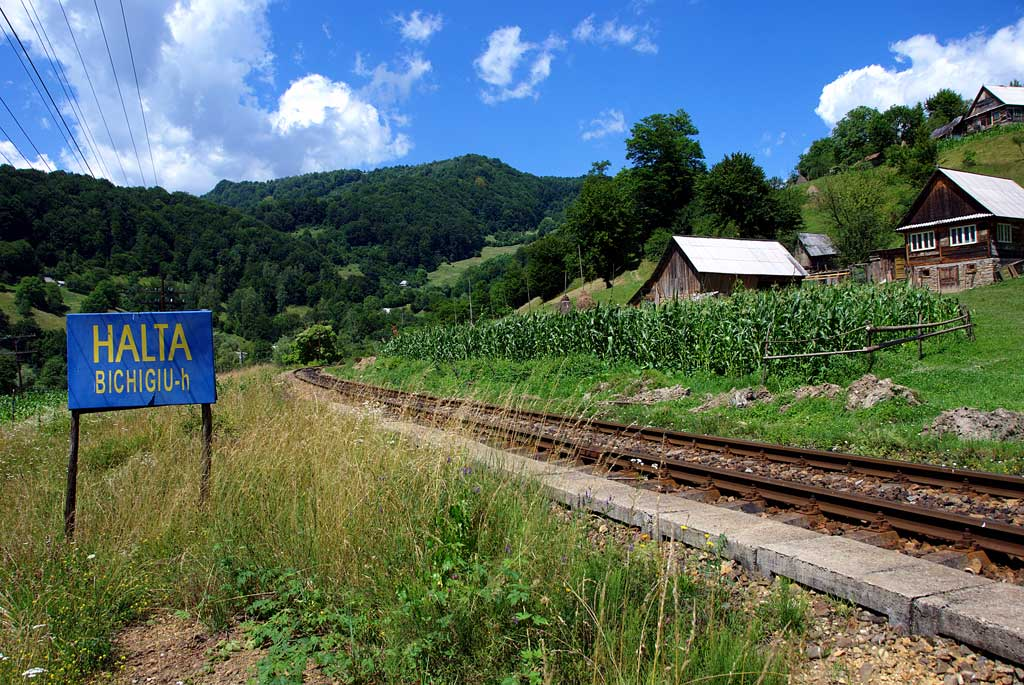
Der Haltepunkt an der Bahnstrecke Salva–Vișeu de Jos
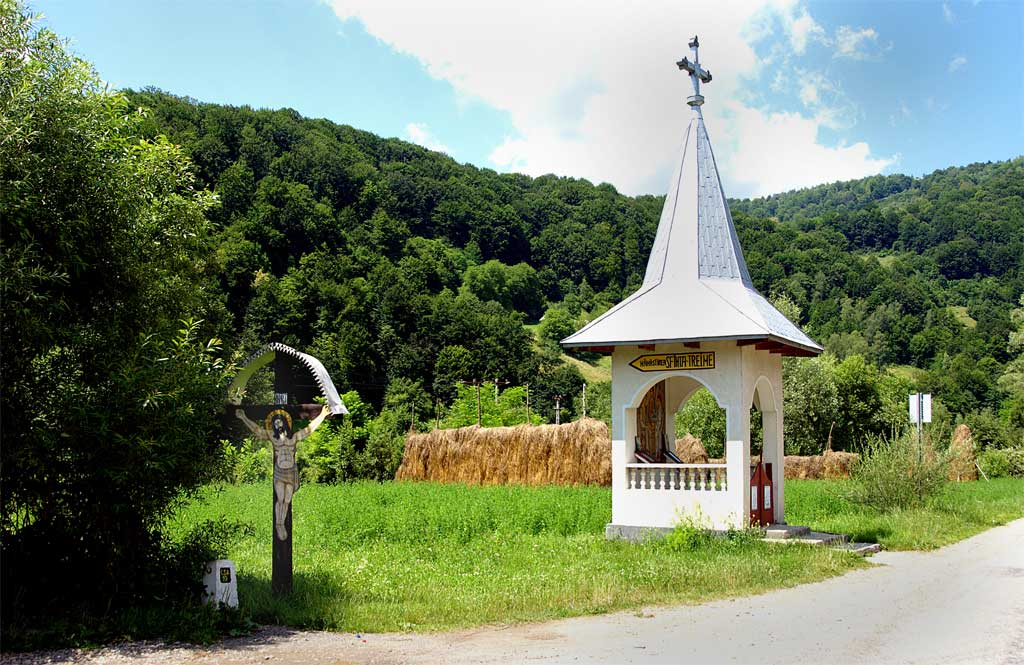
Kleine Kapelle an der Abzweigung der Nationalstraße DN 17C nach Bichigiu
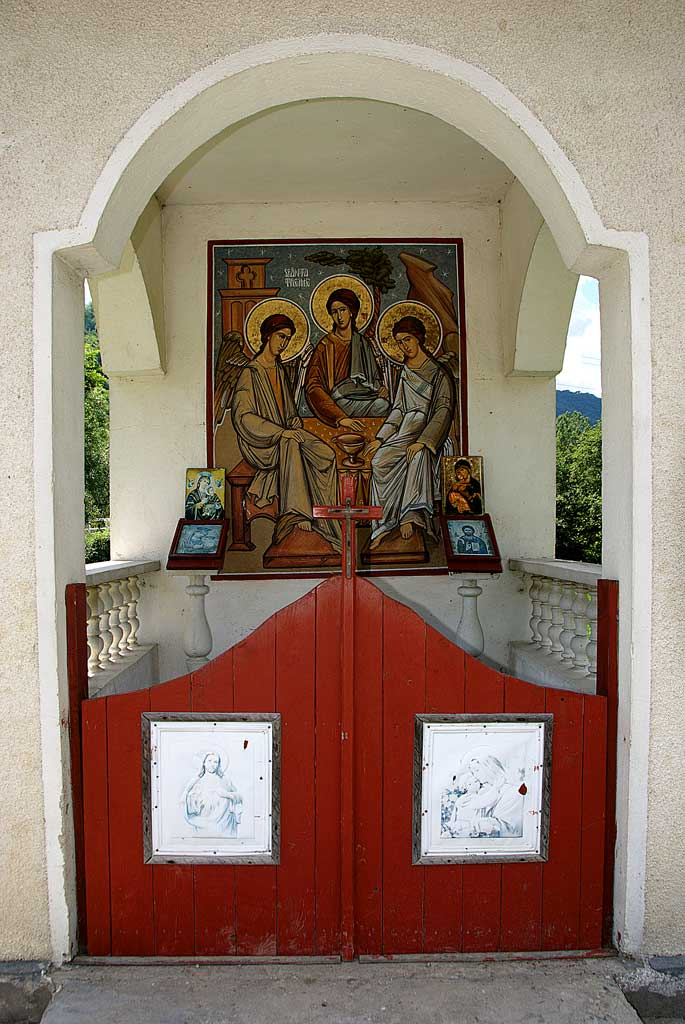
Altar der kleinen Kapelle
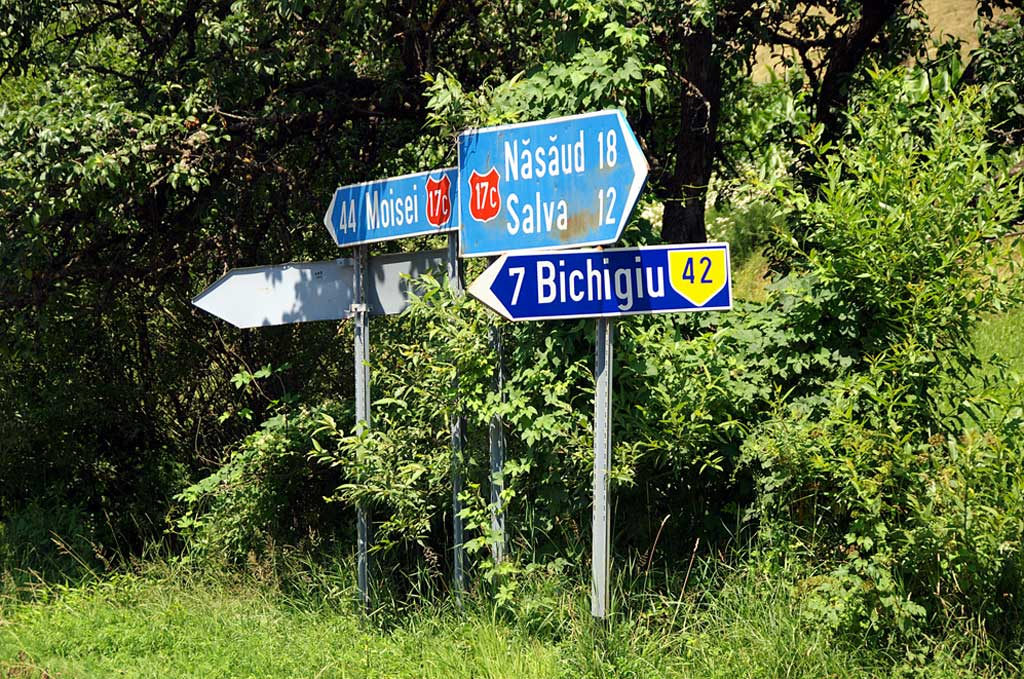
Wegweiser an der Nationalstraße DN 17C